# Obnovljivi viri energije
Obnovljivi viri energije (OVE) vključujejo vse vire energije, ki jih zajemamo iz stalnih naravnih procesov, kot so sončno sevanje, veter, vodni tok v rekah ali potokih (hidroenergija), fotosinteza, s katero rastline gradijo biomaso, bibavica in zemeljski toplotni tokovi (geotermalna energija). Večina obnovljivih virov, razen geotermalne in energije bibavice, izvira iz sprotnega sončnega sevanja. Nekatere oblike obnovljivih virov so shranjena sončna energija. Dež, vodni tokovi ter veter so posledica kratkotrajnega shranjevanja sončne toplote v atmosferi. Biomasa se nabira v teku obdobja rasti v enem letu, kot na primer slama; ali več let, v lesni biomasi. Med obnovljive vire energije štejemo tudi človeško delo, kar pomeni, da je npr. kolesarjenje oziroma peš hoja trajnosten način transporta.
Zajemanje obnovljivih virov energije ne izčrpa vira. Nasprotno pa z uporabo fosilnih goriv v nemškem času izčrpamo energijo, ki se je shranjevala tisoče ali milijone let. Zaradi tega se fosilna goriva (premog, nafta, zemeljski plin, šota ipd.) ne štejejo med obnovljive vire, čeprav se lahko obnovijo v zelo dolgem času.
Proizvodnja električne energije iz obnovljivih virov energije (tudi: OVE-E) v večini primerov zahteva ukrepe za zagotavljanje enakih ali prednostnih možnosti kot proizvodnja iz klasičnih virov, kar številne države izvajajo z različnimi sistemi spodbujanja.
V Sloveniji je spodbujanje izvedeno na osnovi energetskega zakona z uredbami in sklepi vlade . V Sloveniji je soproizvodnja in proizvodnja električne energije iz obnovljivih virov energije združena v pravni pojem kvalificirana proizvodnja električne energije. Proizvajalci, ki ustrezajo pogojem, določenim v zakonodaji, si pridobijo status kvalificiranega proizvajalca in pripadajoče ugodnosti.

## Vrste obnovljivih virov energije
1. Biomasa: les, rastlinska olja, biodizel, bio-plin, biohidrogen.
2. Geotermalna energija: globoka in površinska geotermalna energija.
3. Sončna energija: solarna elektrarna, solarna kemija, solarna termoelektrarna.
4. Vetrna energija (vetrne elektrarne).
5. Vodna energija: energija plimovanja, energija tokov, toplotno izkoriščanje - oceanska termalna elektrarna, zajezitveno izkoriščanje, energija valovanja.

Energija plimovanja, ki jo izkoriščajo plimski podvodni generatorji, je zaenkrat slabo izkoriščen obnovljiv vir. Plimski generatorji so razmeroma nova tehnologija, ki deluje na podoben način kot vetrni generatorji. Zaradi gostote vode, ki je 832-krat večja od gostote zraka, lahko plimski generator proizvaja veliko bolj enakomerno in zanesljivo energijo. Tako kot pri vetrnem generatorju je treba tudi za vodni generator poiskati primerno mesto za njegovo delovanje. Poiskati je treba območja s hitrimi tokovi, kot npr. vhodi v reke, okoli skalnatih konic, okoli rtov ali med otoki.

### Vodna energija
| Nameščena zmogljivost in drugi ključni oblikovalski parametri             | Vrednost in leto                                                           |
| Globalna zmogljivost proizvodnje električne energije                      | 1.267,8 GW (2023)                                                          |
| Letna stopnja rasti globalne zmogljivosti proizvodnje električne energije | 1,9% (2014-2023)                                                           |
| Delež globalne proizvodnje električne energije                            | 14,3% (2023)                                                               |
| Izravnani stroški na megavatno uro                                        | 65,581 USD (2019)                                                          |
| Primarna tehnologija                                                      | Jez                                                                        |
| Glavne aplikacije                                                         | Električna energija, shranjevanje energije s črpanjem, mehanska energija]] |

Čeprav je voda 800 krat gostejša od zraka, lahko zelo majhna količina rečne ali morske vode proizvede ogromno količino energije. Poznamo veliko načinov, kako prečrpavati energijo iz vode, kot so hidroelektrični jezovi (dva primera sta Akosombo Dam v Gani in Grand Coulee Dam v Washingtonu), mikro hidro sistemi, ki se uporabljajo v bogatih vodnih področjih in običajno proizvedejo do 100 kW energije, ter Run-of-the-river hidroelektrični sistemi, ki proizvajajo kinetično energijo brez uporabe jezu.

### Bioenergija
| Nameščena zmogljivost in drugi ključni oblikovalski parametri             | Vrednost in leto                                          |
| Globalna zmogljivost proizvodnje električne energije                      | 150,3 GW (2023)                                           |
| Letna stopnja rasti globalne zmogljivosti proizvodnje električne energije | 5,8% (2014-2023)                                          |
| Delež globalne proizvodnje električne energije                            | 2,4% (2022)                                               |
| Izravnani stroški na megavatno uro                                        | 118,908 USD (2019)                                        |
| Primarne tehnologije                                                      | Biomasa, biogorivo                                        |
| Glavne aplikacije                                                         | Električna energija, ogrevanje, kuhanje, goriva za prevoz |

Rastline s pomočjo fotosinteze zajemajo sončno energijo. Ko  rastline gorijo, se ta sončna energija sprosti in v tem primeru deluje biomasa kot nekakšna baterija za shranjevanje sončne energije. Poznamo dva postopka za proizvodnjo biomase in sicer gojenje rastlin predvsem za uporabo energije in uporaba ostankov rastlin, ki se uporabljajo za druge stvari. Proizvodnja biomase se razlikuje po regijah in je odvisna od podnebja, tal...

#### Biogorivo
Biogoriva vključujejo širok razpon goriv, ki so pridobljena iz biomase. To so tekoča goriva, ki vključujejo bioalkohol, kot je bioetanol, in olja, kot je biodizel, ter plinasta goriva, ki vključujejo bioplin, deponijski plin in sintetični plin.
Bioetanol je alkohol, ki se pridobiva s fermentacijo sladkorja in dodanih škrobnih rastlin. Trenutno se bioetanol uporablja v Braziliji in ZDA. Za proizvodnjo etanola se danes uporablja tudi celulozna biomasa, ki se pridobiva iz dreves in trave. Etanol je uporaben kot gorivo za prevozna sredstva v čisti obliki, vendar se večinoma uporablja kot dodatek bencinu za povečanje oktanskega števila in izboljšanja emisij.
Biodizel je izdelan iz rastlinskih olj, reciklirane masti in živalskih maščob in se običajno uporablja kot dodatek za zmanjševanje ravni delcev ogljikovega monoksida in ogljikovodikov pri dizelskemu pogonu. V letu 2010 je bilo proizvedeno 2.7% biogoriva za svetovno tržišče goriva.

### Sončna energija
| Nameščena zmogljivost in drugi ključni oblikovalski parametri             | Vrednost in leto                                                                    |
| Globalna zmogljivost proizvodnje električne energije                      | 1419,0 GW (2023)                                                                    |
| Letna stopnja rasti globalne zmogljivosti proizvodnje električne energije | 25% (2014-2023)                                                                     |
| Delež globalne proizvodnje električne energije                            | 5,5% (2023)                                                                         |
| Izravnani stroški na megavatno uro                                        | Fotovoltaika na ravni gospodarskih objektov: 38,343 USD (2019)                      |
| Primarne tehnologije                                                      | Fotovoltaika, koncentrirana sončna energija, sončni termični kolektor               |
| Glavne aplikacije                                                         | Električna energija, ogrevanje vode, ogrevanje, prezračevanje, klimatizacija (HVAC) |

To je energija, ki prihaja od sonca v obliki sončnega sevanja. S pomočjo fotovoltaike in ostalih elementov, ki spadajo zraven, lahko učinkovito uporabimo sončno energijo za hlajenje in ogrevanje prostorov, dnevno svetlobo, kuhanje, toplo vodo (sanitarno vodo) in za visoko temperaturne procese v industriji. Solarna tehnologija je pasivna ali aktivna glede na način zajema, pretvorbe in distribucije solarne energije. Aktivne solarne tehnike delujejo na principu fotovoltaike in kolektorjev za izkoriščanje sončne energije. Pasivne pa vključujejo usmerjenost stavb in izbiro najugodnejšega materiala.

### Vetrna energija
| Nameščena zmogljivost in drugi ključni oblikovalski parametri             | Vrednost in leto                                   |
| Globalna zmogljivost proizvodnje električne energije                      | 1017,2 GW (2023)                                   |
| Letna stopnja rasti globalne zmogljivosti proizvodnje električne energije | 13% (2014-2023)                                    |
| Delež globalne proizvodnje električne energije                            | 7,8% (2023)                                        |
| Izravnani stroški na megavatno uro                                        | Vetrna energija na kopnem: 30,165 USD (2019)       |
| Primarna tehnologija                                                      | Vetrna turbina, mlin na veter                      |
| Glavne aplikacije                                                         | Električna energija, črpanje vode (vetrna črpalka) |

Za pridobivanje energije potrebujemo močan veter in pa seveda vetrno turbino v razponu med 600 kW in 5MW nazivne moči, čeprav so najpogosteje uporabljene turbine z nazivno močjo od 1,5-3MW. Izhodna moč turbine je odvisna predvsem od hitrosti vetra, se pravi, čim večji bo sunek vetra, tem večja bo izhodna energija. Veliko vetrnih elektrarn se nahaja ob morju in višji nadmorski višini, to pa predvsem zaradi močnega in konstantnega vetra. Tipični faktorji zmogljivosti so nekje med 20-40%. Turbine se postavljajo na širše območje tam, kjer je vir vetra močnejši, to je ob obali, kjer je 90% boljši izkoristek kot v notranjih krajih.

### Geotermalna energija
| Nameščena zmogljivost in drugi ključni oblikovalski parametri             | Vrednost in leto                                         |
| Globalna zmogljivost proizvodnje električne energije                      | 14,9 GW (2023)                                           |
| Letna stopnja rasti globalne zmogljivosti proizvodnje električne energije | 3,4% (2014-2023)                                         |
| Delež globalne proizvodnje električne energije                            | <1% (2018)                                               |
| Izravnani stroški na megavatno uro                                        | 58,257 USD (2019)                                        |
| Primarne tehnologije                                                      | Suha para, Zaprti uparjalni proces in binarne elektrarne |
| Glavne aplikacije                                                         | Električna energija, ogrevanje                           |

Geotermalna energija je energija pridobljena z zajetjem zemljine toplote, ki se nahaja v vulkansko aktivnih lokacijah kilometre globoko v zemeljski skorji ali v majhnih globinah. Po večini jo pridobivajo s pomočjo geotermalnih črpalk. Izgradnja takega črpališča ima zelo velike stroške, ki pa se s časom amortizirajo, saj so sami operativni stroški zelo nizki. Tako pridobivanje energije je zelo primerno za mesta, saj energijo pridobivamo iz zemljinega jedra, kar ne potrebuje velikih operativnih površin.
Poznamo tri sisteme elektrarn. Sistem na suho paro deluje tako, da zajame paro iz tal in jo uporabi za pogon turbine, ki vrti generator. Sistem ločevanja pare zajema toplo vodo navadno pri temperaturi nad 200 °C. S črpanjem vode iz tal omogoča, da ta zavre in se loči na paro in vodo. Pri tem para poganja turbine. Pri binarnem sistemu gre vroča voda skozi toplotni izmenjevalec, ki segreva organsko tekočino. Tekočina se upari in požene turbine generatorja. Vsi trije sistemi kondenzirano paro in preostalo tekočino vrnejo nazaj, da poberejo še več toplote.
Geotermalna energija je ponekod bližje površju kot drugje. Kadar je mogoče zajeti vodo ali paro, je mogoče pridelovati energijo. Geotermalno pridobivanje energije je razvito v glavnih ognjeniških območjih, kot so Čile, Islandija, Nova Zelandija, ZDA, Filipini in Italija. Dve najbolj primerni področji v Združenih državah Amerike sta Yellowstone in severna Kalifornija. Islandija proizvaja 170MW geotermalne energije in omogoča ogrevanje 86% vseh stanovanj.

## Rast obnovljivih virov energije
Od konca leta 2004 do leta 2009 je razvoj obnovljivih virov energije močno narasel, tudi do 60 odstotkov za mnoge tehnologije. Vetrna energija in ostale energije so doživele največji razvoj v letu 2009, vendar v tistem letu je bilo dano največ vložka v vetrno energijo. Razvoj fotonapetostnih sistemom se je povečal najhitreje od vseh ostalih obnovljivih virov energije, s 60 odstotno povprečno letno stopnjo rasti za obdobje petih let.
| Izbrani globalni kazalniki                                       | 2008  | 2009  | 2010               |
| ---------------------------------------------------------------- | ----- | ----- | ------------------ |
| Naložbe v nove zmogljivosti obnovljivih virov (letno)            | 130   | 160   | 211 milijard USD   |
| Zmogljivost obnovljive energije (obstoječe)                      | 1,140 | 1,230 | 1,320 GWe          |
| Zmogljivost vodne energije (obstoječe)                           | 950   | 980   | 1,010 GWe          |
| Zmogljivost vetrne energije (obstoječe)                          | 121   | 159   | 198 GWe            |
| Zmogljivost sončne fotonapetosti (omrežje povezanih)             | 16    | 23    | 40 GWe             |
| Zmogljivost vroče vode (obstoječe)                               | 130   | 160   | 185 GWth           |
| Proizvodnja etanola (letno)                                      | 67    | 76    | 86 milijard litrov |
| Države s političnimi cilji za uporabo obnovljivih virov energije | 79    | 89    | 98                 |

Do leta 2030 naj bi vsi uporabljali samo še energijo vetra, vode in sončno energijo, vsaj tako napovedujejo znanstveniki. V projektu, ki ga je izvedla Mednarodna agencija za energijo (IEA) leta 2011, so ugotovili, da sončna energija lahko v 50 letih proizvede večino potrebne energije, kar bi drastično vplivalo na izpust emisij v okolje.

## Gospodarsko gibanje
Vse oblike energije so drage, ampak s časom postajajo obnovljivi viri cenejši, vsa ostala fosilna goriva pa postajajo le dražja. Al Gore je pojasnil, zakaj je tehnologija zajemanja teh virov zmanjšala cene, to pa ravno iz treh preprostih razlogov: 
1. Prvič, ko je sistem enkrat vgrajen, je energija vedno zastonj.
2. Drugič, medtem ko so fosilna goriva draga, sonce in veter zagotavljata brezplačno energijo, ki je dejansko neomejena. Tehnologija fosilnih goriv je več ali manj zrela, tehnologija obnovljivih virov pa se vsak dan bolj razvija in dopolnjuje, s tem pa zmanjšuje stroške pridobivanja.
3. Tretji razlog pa je ta, da se bo svet vedno bolj nagibal k tej obliki energije in čim višji bo ta razvoj, tem nižji bodo stroški elementov (npr. mlina na veter, solarnega modula.. ), hkrati s pospešenim splošnim razvojem in inovacijami.

## Komercializacija geotermalne energije
Mednarodna Geotermalna Organizacija (IGA) je poročala, da je 10,715 megavatov (MW) geotermalne energije že na voljo v 24 različnih državah, ki naj bi proizvedle 67,264 GW električne energije v letu 2010. Geotermalna energija, ki je na voljo zdaj, naj bi predvidoma narasla na 18,500 MW do leta 2015. Leta 2010 so ZDA vpeljale geotermalno proizvodnjo energije s pomočjo 77 geotermalnih elektrarn. Največja elektrarna geotermalne energije se nahaja v Kaliforniji. Filipini so drugi največji proizvajalci geotermalne energije na svetu, kjer uporabljajo 18% geotermalne energije kot vir energije za celotno državo. Geotermalna energija se uporablja za različne namene npr. za ogrevanje prostorov, v kmetijstvu, itd...

## Nova generacija solarnih naprav
Velike sončne elektrarne so: 354MW Solar Energy Generating Systems ZDA, Solnova Solar Power Station (Španija 150 MW), Andasol sončna elektrarna (Španija  100 MW), Nevada Solar One (ZDA  64 MW), PS20 stolp sončne energije (Španija 20 MW), in PS10 stolp sončne energije (Španija, 11 MW). Industrija s sončno energijo zelo hitro raste. Španija, ki je center sončne energije, je napovedala kar 22 projektov za izgradnjo elektrarn v bližnji prihodnosti.

## Države v razvoju trgov
Obnovljivi viri energije so še posebej lahko primerni za države v razvoju. Na podeželjskih in oddaljenih krajih je lahko prenos in distribucija energije iz fosilnih goriv draga in težavna. Proizvajanje energije iz obnovljivih virov pa ima lahko pozitivne rešitve. Danes lahko sončni sistemi proizvajajo energijo za več gospodinjstev. Še vedno pa ima več kot 44 miljonov gospodinjstev v uporabi bioplin bodisi za razsvetljavo kot kuhanje, kar 166 miljonov gospodinjstev pa se zanaša na novo generacijo biomase. Kenija je vodilna v svetu glede sončnih elektrarn. Prodajo več kot 30,000 sončnih celic letno, vsaka pa proizvede od 12- 30 W energije. Projekti uporabe obnovljivih virov energije lahko v svetu pripomorejo k zmanjšaju revščine, ker ponujajo cenejšo energijo za razvoj podjetij, to pa pripelje do novih zaposlitev. Energija obnovljivih virov se lahko uporabi za kuhanje, ogrevanje in razsvetljavo tako pri gospodinjstvih, kot v šolah in drugih javnih ustanovah.

## Tržišče vetrne energije
Globalne naprave za vetrno energijo so povečale moč iz 158,700 MW konec leta 2009 na 194,400 MW leta 2010.  Sprva so vso novo tehnologijo vetrne energije na tržišču imeli Evropa in Severna Amerika, sedaj pa več kot 80 držav po svetu uporablja vetrno energijo, kot so Danska (21% proizvedene vetrne energije), Portugalska (18%), Španija (16%), Irska (14%), Nemčija (9%). Med največje proizvajalce vetrne energije spada Kitajska, ki ima trenutno nameščeno nad 40,000 MW vetrne energije.
| Država           | Največja zmogljivost konec 2009 (MW) | Največja zmogljivost junij 2010 (MW) |
| ---------------- | ------------------------------------ | ------------------------------------ |
| ZDA              | 35,159                               | 36,300                               |
| Kitajska         | 26,010                               | 33,800                               |
| Nemčija          | 25,777                               | 26,400                               |
| Španija          | 19,149                               | 19,500                               |
| Indija           | 10, 925                              | 12,100                               |
| Italija          | 4,850                                | 5,300                                |
| Francija         | 4,521                                | 5,000                                |
| Velika Britanija | 4,092                                | 4,600                                |
| Portugalska      | 3,535                                | 3,800                                |
| Danska           | 3,497                                | 3,700                                |
| Preostale države | 21,698                               | 24,500                               |
| Skupaj           | 159,213                              | 175,000                              |

## Nove in nastajajoče tehnologije obnovljivih virov energije

### Energija morja
Sistemi za pridobivanje energije iz morskih valov se zdijo v zadnjem času vse bolj izvedljivi. Potencial te tehnologije se obeta še posebej na krajih, kjer je obala obrnjena na zahod, v zemljepisnih širinah med 40 in 60 stopinjami. Na primer v ZDA Carbon Trustu so ocenili zmožnost doseganja 55TWh energije, se pravi 14% vse trenutne porabe. V Evropi ocenjujejo, naj bi na leto pridobili 280 TWh. Prva postaja za izkoriščanje energije plimovanja je bila nameščena leta 2007 na Irskem z močjo 1,2 MW. Prednost takega pridobivanja energije je v tem, da ni škodljiva za okolje in ne predstavlja nikakršne nevarnosti za živali, v kolikor se celotni sistem nahaja pod vodno gladino.

### Fotonapetostna energija
Obnovljiva energija, ki se je od leta 2002 najhitreje razvila, je fotonapetostna energija (PV), ki je od 2002. vsako leto narasla za 20%. PV elektrarne so zelo priljubljene v Nemčiji in Španiji. Največje PV elektrarne na svetu so Finsterwalde Solar Park (Nemčija, 80,7 MW), Sarnia Photovoltaic Power Plant (Kanada, 80 MW), Olmedilla Photovoltaic Park (Španija, 60 MW), Strasskirchen Solar Park (Nemčija, 54 MW), Lieberose Photovoltaic Park (Nemčija, 53 MW), in Puertollano Photovoltaic Park (Španija, 50 MW). Pri delovanju PV elektrarn ni porabe goriva ter emisij, tako da praktično ni onesnaževanja okolja. Vendar pri PV elektrarnah ni pomembna samo velikost elektrarne, temveč tudi, kje je zgrajena in na kakšni podlagi (zgradba tal). Takšne elektrarne morajo biti zgrajene blizu mesta, kjer se ta energija uporablja.

### Eksperimentalna sončna energija
Koncentrirani fotonapetostni sistemi (CPV) zajemajo sončno energijo na fotonapetostnih površinah za proizvodnjo sončne energije. Termonapetostne naprave pa pretvarjajo temperaturne razlike različnih materialov v električni tok.

## Pomanjkljivosti obnovljivih virov energije
Obnovljivi viri energije so sicer način za zmanjšanje odvisnosti od fosilnih goriv, vendar pa imajo tudi nekatere slabosti, ki pomembno vplivajo na njihovo ekonomsko upravičenost. Najpogostejše slabosti so:
- sorazmerno nizek izkoristek: Nekateri obnovljivi viri energije imajo izkoristek znatno nižji od klasičnih virov energije (npr. sončne celice).
- nezanesljivost: Delovanje obnovljivih virov energije, ki so odvisni od naravnih sil (sonce, voda, veter), je odvisno od naravnih pogojev, ki niso konstantni.
- visoka cena: Večina obnovljivih virov energije je zaenkrat precej draga, kar zmanjšuje njihovo dostopnost, predvsem državam v razvoju. Marsikje se ta problem začasno rešuje s subvencijami.
- integracija v obstoječe vire energije: Obnovljivi viri energije lahko zahtevajo spremembo obstoječe ali celo gradnjo nove infrastrukture.